# Vysoký vrch (Ralská pahorkatina)
Vysoký vrch (427 m) je vrch v jižní části okresu Česká Lípa v Libereckém kraji na katastru vsi Korce, která je administrativní součástí města Dubá. Kopec leží asi 1,5 km jižně od Korců na území Chráněné krajinné oblasti Kokořínsko – Máchův kraj.

## Popis vrchu

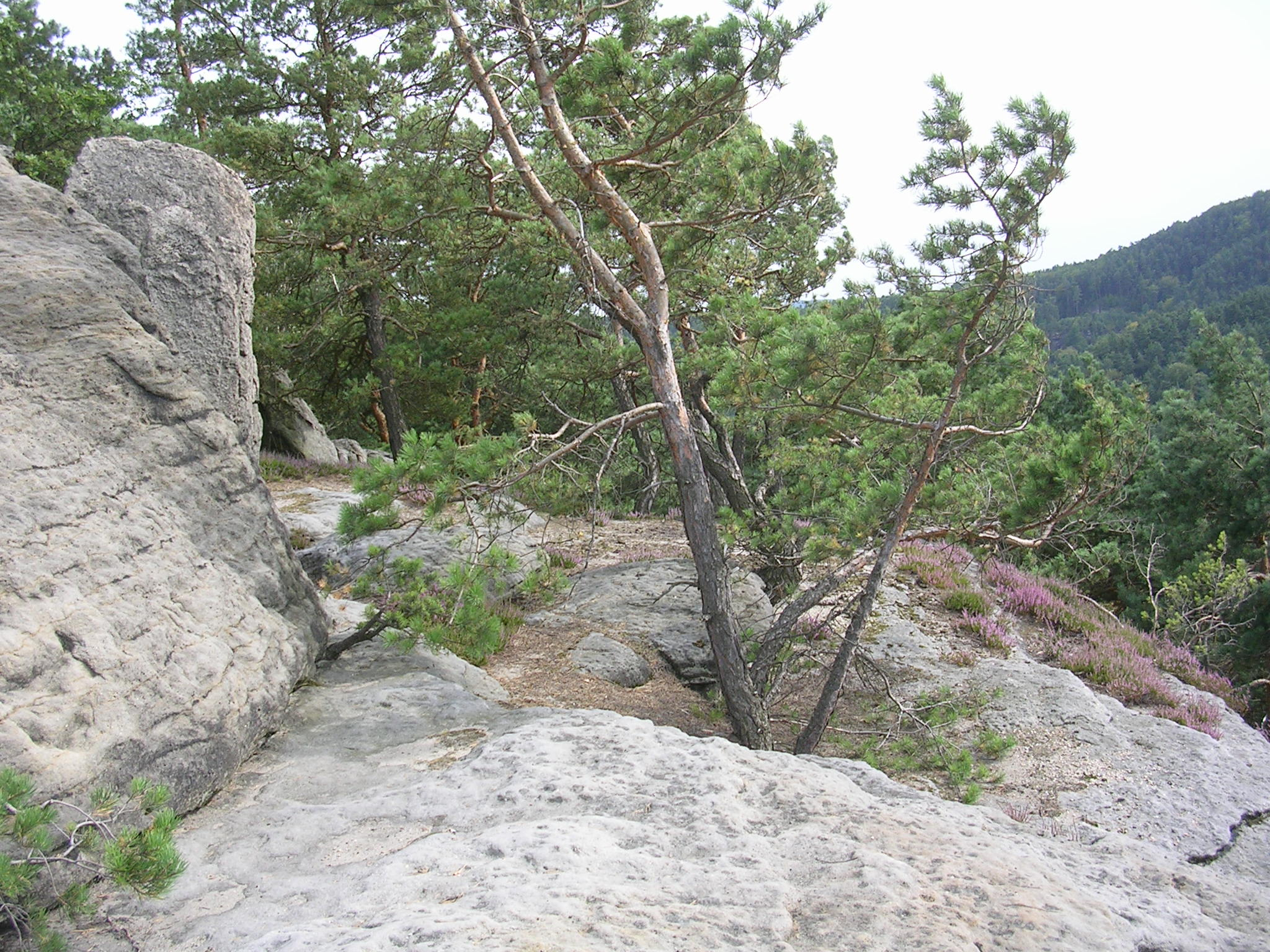
Pískovce na Vysokém vrchu

Další dva vrcholy hřbetu směrem na východ jsou prostřední bezejmenná kóta 425 a Ostrý kopec (427 m), jejichž svahy zdobí množství skalních teras a věží. Jižně od Vysokého vrchu leží Velký beškovský vrch (475 m), mezi nimi je ještě Malý beškovský vrch (395 m). Ze skalních teras Vysokého vrchu jsou krásné výhledy, zejména na Kokořínsko a České středohoří.

## Geomorfologické zařazení
Vrch náleží do celku Ralská pahorkatina, podcelku Dokeská pahorkatina, okrsku Polomené hory, podokrsku Housecká vrchovina a Beškovské části.

## Horolezectví
Vysoký vrch patří mezi lokality, vyhledávané horolezci, především milovníky boulderingu. Pro tuto lokalitu byl zpracován samostatný horolezecký průvodce.

## Kameníkova jizba

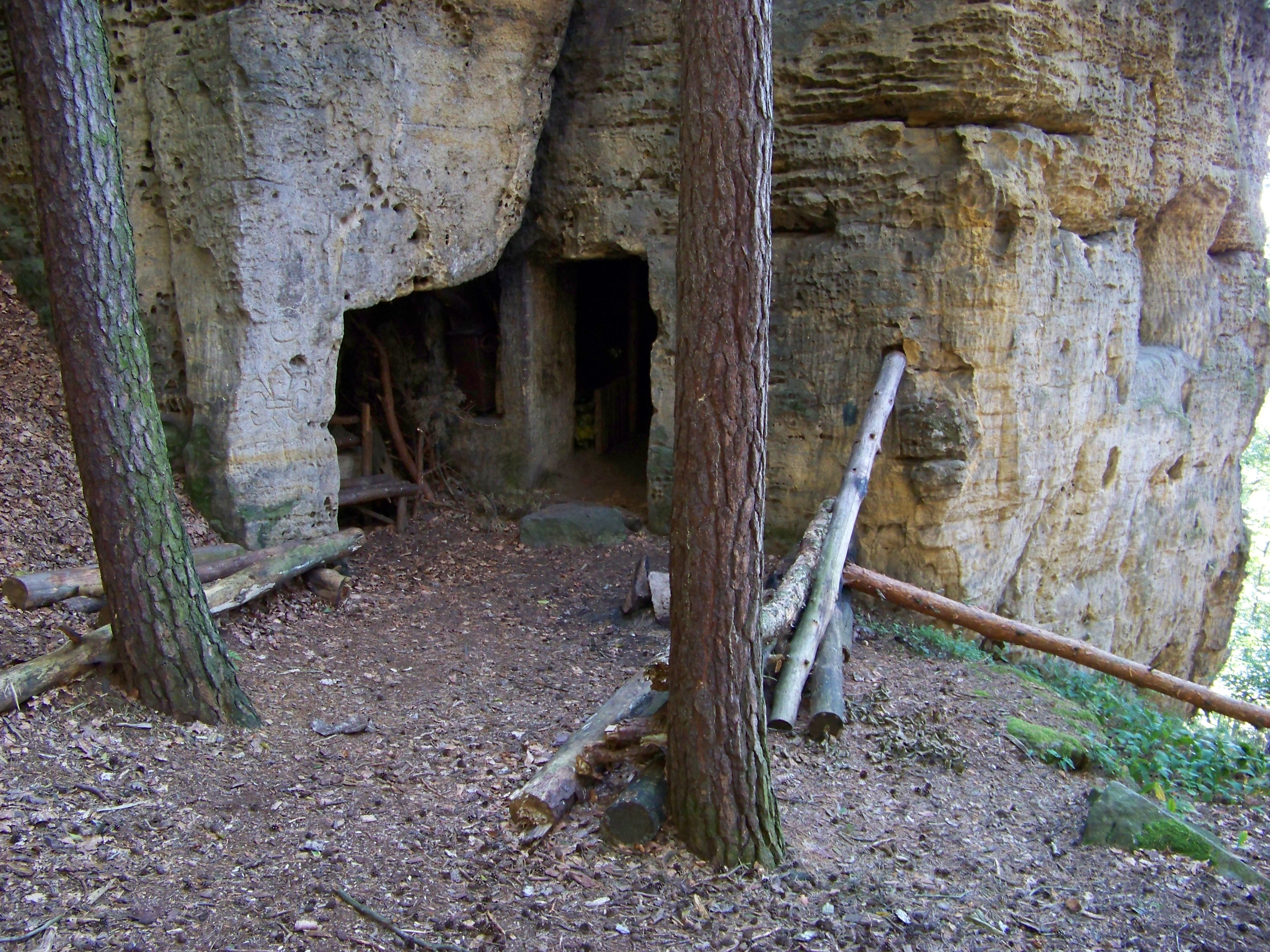
Skalní obydlí Kameníkova jizba

Asi čtyři desítky metrů severně od vrcholové kóty 427 m n. m. se v pískovcovém masívu nachází skalní obydlí, zvané Kameníkova jizba nebo též Panenská jeskyně. V letech 1824 až 1829 tyto prostory údajně obýval se svou rodinou jistý kameník, který zde opracovával z pískovce mlýnské kameny.

## Přístup
Nejbližší dojezd automobilem je k silnici Dubá – Luka, od které leží vrch severně. Na vrchol Vysokého vrchu vede od autobusové zastávky Dubá, Horky, rozc. přes osadu Plešivec modře značená turistická stezka.